# Vlierhaarmuts
Vlierhaarmuts (Orthotrichum consimile) is een soort uit het geslacht haarmuts (Orthotrichum). Hij is een pionier op bomen en komt voor op schors.

## Ecologie
Vlierhaarmuts wordt vooral gevonden in beschutte vlierstruwelen, soms op de stam, soms op de dunste. Daarnaast wordt hij in Nederland ook aangetroffen op grauwe wilg in wilgenstruweel, op schietwilg in een doorgeschoten griend en op een Prunus in een jonge aanplant. De groeiplaatsen hebben veelal een hoge relatieve luchtvochtigheid. Begeleidende soorten zijn onder meer Orthotrichum pulchellum, Orthotrichum affine, Orthotrichum diaphanum, Ulota phyllantha, Grimmia pulvinata, Dicranoweisia cirrata, Amblystegium serpens en Brachythecium rutabulum.

## Verspreiding
Vlierhaarmuts leek na 1866 te zijn uitgestorven in Europa. Aan het einde van de 20e eeuw is de soort echter in diverse landen herontdekt. Voor zover nu bekend ligt het zwaartepunt van zijn verspreiding in Zuidwest-Europa. In West-Europa zijn nog voornamelijk incidentele vestigingen gemeld.
In Nederland is vlierhaarmuts zeer zeldzaam. Het staat op de rode lijst in de categorie 'gevoelig' en op de Europese Rode Lijst in de categorie 'verdwenen'. Hij werd in 1993 voor het eerst gevonden in de Biesbosch. In dit gebied zijn in de loop der jaren vier vondsten gedaan, daarbuiten nog tweemaal op de Strijbeekse Heide en Strabrechtse Heide in Noord-Brabant en eenmaal in Flevoland. Per locatie betreft het steeds een enkele boom, hoewel soms wel vermeerdering op een boom heeft plaatsgevonden. De uitbreiding in Nederland van deze Haarmuts, aan de noordgrens van zijn areaal, verloopt nog moeizaam.

## Taxonomie
Recent onderzoek (2014) heeft aangetoond dat onder de naam O. consimile s.l. een complex van vier soorten schuilgaat. De ‘echte’ O. consimile s.s., gekenmerkt door onder meer behaarde huikjes en acht endostoomsegmenten, komt niet in Europa voor. Het Europese en een deel van het Amerikaanse materiaal dat voor kort deze naam droeg, moet nu O. columbicum heten.